# Schulgasse 14 (Brilon)

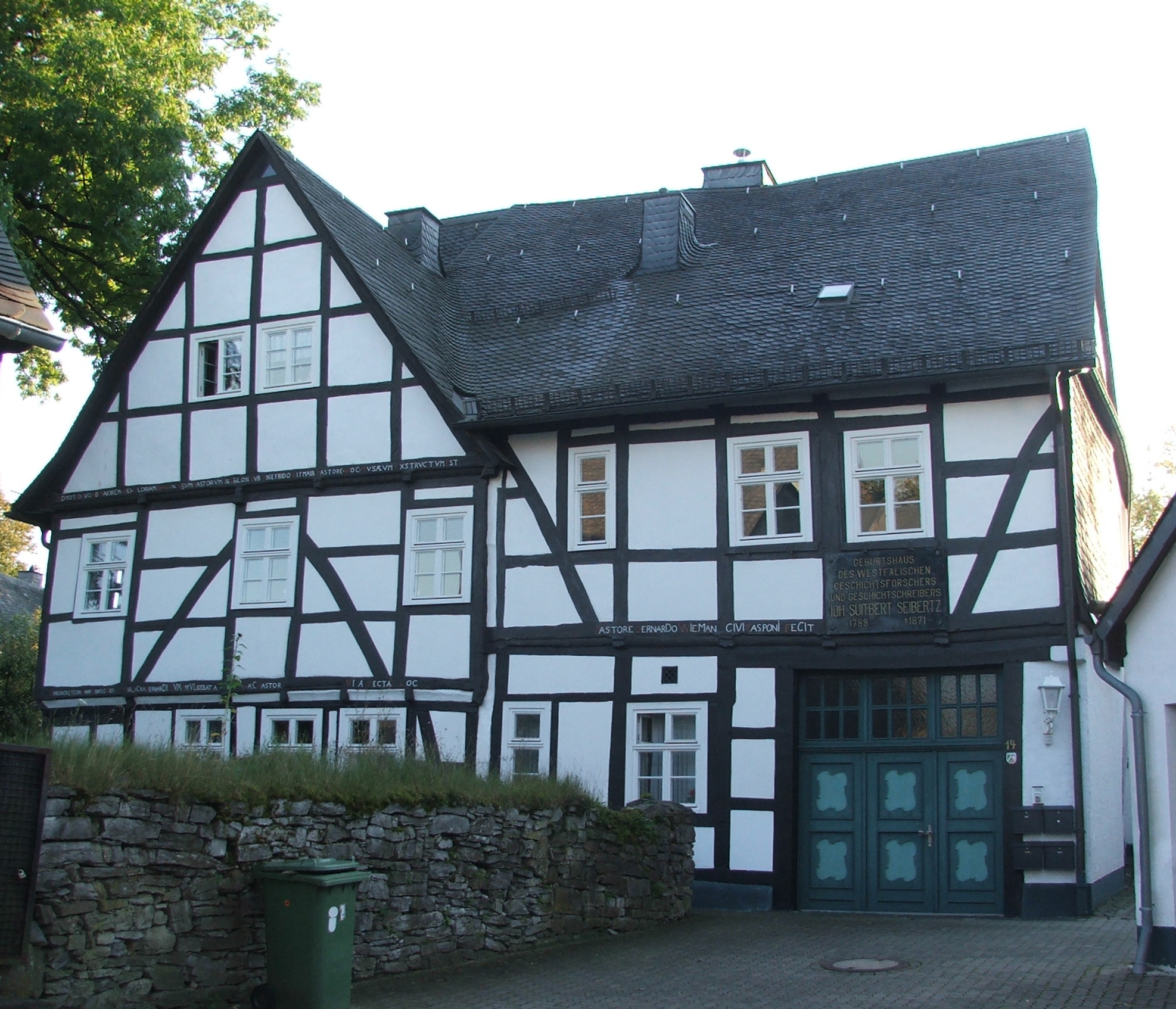
Schulgasse 14

Das Haus Schulgasse 14 ist ein denkmalgeschützter Profanbau in Brilon im Hochsauerlandkreis (Nordrhein-Westfalen).

## Geschichte und Architektur
Das steinerne Wohnhaus wurde 1431 errichtet und 1659 und 1720 in Richtung Stadtmitte in Fachwerkbauweise erweitert. Diese Jahreszahlen sind durch dendrochronologische Untersuchungen und Namen belegt. Der rechteckige, zweigeschossige Bruchsteinbau mit Satteldach ist in beiden Geschossen durch eine massive Querwand mit Feuerstellen unterteilt. So entstanden in jedem Geschoss zwei Räume. Im größeren Raum des Obergeschosses sind Reste der ursprünglichen figürlichen Ausmalung erhalten. Aufgrund der Steinbauweise und der Raumstruktur, wie Ausstattung, Waschnischen und Ausguss, sowie der Größe des Hauses ist die Anlage als Adelshof zu deuten. Durch die Wandmalerei und die gesicherte Datierung bis in das 15. Jahrhundert ist das Haus im privaten Steinbau in Südwestfalen einzigartig.
Johann Suibert Seibertz wurde 1788 in diesem Haus geboren.